# Saison 5 de 9-1-1
 (mai 2022).
Si vous disposez d'ouvrages ou d'articles de référence ou si vous connaissez des sites web de qualité traitant du thème abordé ici, merci de compléter l'article en donnant les références utiles à sa vérifiabilité et en les liant à la section « Notes et références ».
Chronologie
Saison 4 Saison 6
Cet article présente le guide des épisodes de la cinquième saison de la série télévisée américaine 9-1-1.

## Généralités
- Aux États-Unis, cette saison est diffusée du 20 septembre 2021 au 16 mai 2022 sur le réseau Fox.
- Au Canada, elle est diffusée en simultané sur le réseau Global.

## Distribution

### Acteurs principaux
- Angela Bassett (VF : Maïk Darah) : Athena Grant
- Peter Krause (VF : Guillaume Orsat) : Robert « Bobby » Nash
- Jennifer Love Hewitt (VF : Sophie Arthuys) : Maddie Buckley
- Oliver Stark (VF : Franck Lorrain) : Evan « Buck » Buckley
- Kenneth Choi (VF : Marc Perez) : Howard « Chimney » Han
- Aisha Hinds (VF : Laura Zichy) : Henrietta « Hen » Wilson
- Ryan Guzman (VF : Pascal Nowak) : Edmundo « Eddie » Diaz
- Rockmond Dunbar (VF : Gilles Morvan) : Michael Grant (épisodes 1 à 8)
- Corinne Massiah (VF : Cécile Gatto) : May Grant
- Marcanthonee Jon Reis (VF : Gwenaëlle Julien) : Harry Grant
- Gavin McHugh (VF : Gwenaelle Jegou) : Christopher Diaz

### Acteurs récurrents
- John Harlan Kim (VF : Rémi Caillebot) : Albert Han
- Tracie Thoms (VF : Ilana Castro) : Karen Wilson
- Declan Pratt : Denny Wilson
- Debra Christofferson (VF : Christèle Billault) : Sue Blevins
- Bryan Safi (VF : Sébastien Ossard) : Josh Russo
- Chiquita Fuller (VF : Juliette Poissonier) : Linda Bates
- La Monde Byrd : Dr David Hale
- Gabrielle Walsh (VF : Kahina Tagherset) : Ana Flores
- Marsha Warfield : Antonia « Toni » Wilson
- Anirudh Pisharody : Ravi Panikkar
- Erica Gimpel (VF : Dominique Dumont) : Pauline Barrett
- Noah Bean : Jeffrey Hudson
- Carly Nykanen : Lila Risco
- Vanessa Estelle Williams : Claudette Collins
- Ross Gallo : Officer Vargas
- Bryce Durfee : Jonah Greenway
- Arielle Kebbel : Lucy Donato
- Megan West : Taylor Kelly

### Invités
- Claudia Christian (VF : Dominique Lelong) : Elaine Maynard
- Chris Wu (VF : Nicolas Dangoise) : Officer Williams
- Ashwin Gore : Jamal Momed

## Épisodes

### Épisode 1:Panique
- États-Unis /  Canada : 20 septembre 2021 sur Fox / Global
- Suisse : 15 mai 2022 sur RTS 1
- France : 17 mai 2022 sur M6
- Belgique : 4 juin 2023 sur RTL TVI

- États-Unis : 5,08 millions de téléspectateurs (première diffusion)
- France : 1,931 million de téléspectateurs (première diffusion)[1]

### Épisode 2:Dans le noir
- États-Unis /  Canada : 27 septembre 2021 sur Fox / Global
- Suisse : 15 mai 2022 sur RTS 1
- France : 17 mai 2022 sur M6
- Belgique : 4 juin 2023 sur RTL TVI

- États-Unis : 5,45 millions de téléspectateurs (première diffusion)
- France : 1,86 million de téléspectateurs (première diffusion)

### Épisode 3:L'Enlèvement
- États-Unis /  Canada : 4 octobre 2021 sur Fox / Global
- Suisse : 22 mai 2022 sur RTS 1
- France : 24 mai 2022 sur M6
- Belgique : 11 juin 2023 sur RTL TVI

- États-Unis : 5,25 millions de téléspectateurs (première diffusion)
- France : 1,656 million de téléspectateurs (première diffusion)[2]

### Épisode 4:Ceux qui reviennent et ceux qui partent
- États-Unis /  Canada : 11 octobre 2021 sur Fox / Global
- Suisse : 22 mai 2022 sur RTS 1
- France : 24 mai 2022 sur M6
- Belgique : 11 juin 2023 sur RTL TVI

- États-Unis : 5,25 millions de téléspectateurs (première diffusion)
- France : 1,56 million de téléspectateurs (première diffusion)

### Épisode 5:Cocktail explosif
- États-Unis /  Canada : 18 octobre 2021 sur Fox / Global
- Suisse : 29 mai 2022 sur RTS 1
- France : 31 mai 2022 sur M6
- Belgique : 25 juin 2023 sur RTL TVI

- États-Unis : 5,28 millions de téléspectateurs (première diffusion)
- France : 1,732 million de téléspectateurs (première diffusion)[3]

### Épisode 6:À cœur vaillant…
- États-Unis /  Canada : 1er novembre 2021 sur Fox / Global
- Suisse : 29 mai 2022 sur RTS 1
- France : 31 mai 2022 sur M6
- Belgique : 25 juin 2023 sur RTL TVI

- États-Unis : 5,20 millions de téléspectateurs (première diffusion)
- France : 1,67 million de téléspectateurs (première diffusion)

### Épisode 7:Apparitions
- États-Unis /  Canada : 8 novembre 2021 sur Fox / Global
- Suisse : 5 juin 2022 sur RTS 1
- France : 7 juin 2022 sur M6
- Belgique : 2 juillet 2023 sur RTL TVI

- États-Unis : 5,01 millions de téléspectateurs (première diffusion)
- France : 1,81 million de téléspectateurs (première diffusion)[4]

### Épisode 8:Alerte à l'hôpital
- États-Unis /  Canada : 15 novembre 2021 sur Fox / Global
- Suisse : 5 juin 2022 sur RTS 1
- France : 7 juin 2022 sur M6
- Belgique : 2 juillet 2023 sur RTL TVI

- États-Unis : 5,11 millions de téléspectateurs (première diffusion)
- France : 1,74 million de téléspectateurs (première diffusion)

### Épisode 9:Franchir le pas
- États-Unis /  Canada : 29 novembre 2021 sur Fox / Global
- Suisse : 12 juin 2022 sur RTS 1
- France : 14 juin 2022 sur M6
- Belgique : 9 juillet 2023 sur RTL TVI

- États-Unis : 5,37 millions de téléspectateurs (première diffusion)
- France : 1,98 million de téléspectateurs (première diffusion)[5]

### Épisode 10:Tous ensemble
- États-Unis /  Canada : 6 décembre 2021 sur Fox / Global
- Suisse : 12 juin 2022 sur RTS 1
- France : 14 juin 2022 sur M6
- Belgique : 9 juillet 2023 sur RTL TVI

- États-Unis : 5,39 millions de téléspectateurs (première diffusion)
- France : 1,87 million de téléspectateurs (première diffusion)

### Épisode 11:Les exclus
- États-Unis /  Canada : 21 mars 2022 sur Fox / Global
- Suisse : 19 juin 2022 sur RTS 1
- France : 21 juin 2022 sur M6
- Belgique : 16 juillet 2023 sur RTL TVI

- États-Unis : 5,37 millions de téléspectateurs (première diffusion)

### Épisode 12:Boston
- États-Unis /  Canada : 28 mars 2022 sur Fox / Global
- Suisse : 19 juin 2022 sur RTS 1
- France : 21 juin 2022 sur M6
- Belgique : 16 juillet 2023 sur RTL TVI

- États-Unis : 4,97 millions de téléspectateurs (première diffusion)

### Épisode 13:Terreurs
- États-Unis /  Canada : 11 avril 2022 sur Fox / Global
- Suisse : 26 juin 2022 sur RTS 1
- France : 28 juin 2022 sur M6
- Belgique : 23 juillet 2023 sur RTL TVI

- États-Unis : 5,06 millions de téléspectateurs (première diffusion)

### Épisode 14:Coup de chance
- États-Unis /  Canada : 18 avril 2022 sur Fox / Global
- Suisse : 26 juin 2022 sur RTS 1
- France : 28 juin 2022 sur M6
- Belgique : 23 juillet 2023 sur RTL TVI

- États-Unis : 5,04 millions de téléspectateurs (première diffusion)

### Épisode 15:Les signes du destin
- États-Unis /  Canada : 25 avril 2022 sur Fox / Global
- Suisse : 26 juin 2022 sur RTS 1
- France : 5 juillet 2022 sur M6
- Belgique : 30 juillet 2023 sur RTL TVI

- États-Unis : 5,08 millions de téléspectateurs (première diffusion)

### Épisode 16:Claudette
- États-Unis /  Canada : 2 mai 2022 sur Fox / Global
- Suisse : 3 juillet 2022 sur RTS 1
- France : 5 juillet 2022 sur M6
- Belgique : 30 juillet 2023 sur RTL TVI

- États-Unis : 5,12 millions de téléspectateurs (première diffusion)

### Épisode 17:Le complexe du héros
- États-Unis /  Canada : 9 mai 2022 sur Fox / Global
- Suisse : 3 juillet 2022 sur RTS 1
- France : 12 juillet 2022 sur M6
- Belgique : 6 août 2023 sur RTL TVI

- États-Unis : 5,30 millions de téléspectateurs (première diffusion)

### Épisode 18:Jamais trop tard
- États-Unis /  Canada : 16 mai 2022 sur Fox / Global
- Suisse : 3 juillet 2022 sur RTS 1
- France : 12 juillet 2022 sur M6
- Belgique : 6 août 2023 sur RTL TVI

- États-Unis : 5,55 millions de téléspectateurs (première diffusion)

## Audiences aux États-Unis
| N° d'épisode | Titre original            | Titre français                          | Chaîne | Date de diffusion originale | Audience (en millions de téléspectateurs) | Pdm sur les 18-49 ans |
| ------------ | ------------------------- | --------------------------------------- | ------ | --------------------------- | ----------------------------------------- | --------------------- |
| 1            | Panic                     | Panique                                 | FOX    | 20 septembre 2021           | 5.08                                      | 0.8                   |
| 2            | Desperate Times           | Dans le noir                            | FOX    | 27 septembre 2021           | 5.45                                      | 0.9                   |
| 3            | Desperate Measures        | L'Enlèvement                            | FOX    | 4 octobre 2021              | 5.25                                      | 0.9                   |
| 4            | Home and Away             | Ceux qui reviennent et ceux qui partent | FOX    | 11 octobre 2021             | 5.25                                      | 0.9                   |
| 5            | Peer Pressure             | Cocktail explosif                       | FOX    | 18 octobre 2021             | 5.28                                      | 0.8                   |
| 6            | Brawl in Cell Block 9-1-1 | À cœur vaillant                         | FOX    | 1er novembre 2021           | 5.20                                      | 0.8                   |
| 7            | Ghost Stories             | Apparitions                             | FOX    | 8 novembre 2021             | 5.01                                      | 0.7                   |
| 8            | Defend In Place           | Alerte à l'hôpital                      | FOX    | 15 novembre 2021            | 5.11                                      | 0.7                   |
| 9            | Past is Prologue          | Franchir le pas                         | FOX    | 29 novembre 2021            | 5.37                                      | 0.9                   |
| 10           | Wrapped in Red            | Tous ensemble                           | FOX    | 6 décembre 2021             | 5.39                                      | 0.8                   |
| 11           | Outside Looking In        | Les exclus                              | FOX    | 21 mars 2022                | 5.37                                      | 0.8                   |
| 12           | Boston                    | Boston                                  | FOX    | 28 mars 2022                | 4.97                                      | 0.7                   |
| 13           | Fear-o-Phobia             | Terreurs                                | FOX    | 11 avril 2022               | 5.06                                      | 0.6                   |
| 14           | Dumb Luck                 | Coup de chance                          | FOX    | 18 avril 2022               | 5.04                                      | 0.7                   |
| 15           | FOMO                      | Les signes du destins                   | FOX    | 25 avril 2022               | 5.08                                      | 0.7                   |
| 16           | May Day                   | Claudette                               | FOX    | 2 mai 2022                  | 5.12                                      | 0.7                   |
| 17           | Hero Complex              | Le complexe du héros                    | FOX    | 9 mai 2022                  | 5.30                                      | 0.7                   |
| 18           | Starting Over             | Jamais trop tard                        | FOX    | 16 mai 2022                 | 5.55                                      | 0.8                   |

## Audiences en France
| N° d'épisode | Titre français                          | Chaîne | Date de diffusion française | Audiences (en millions de téléspectateurs) | Part d'audience (4 ans et plus) | Part d'audience (FRDA-50) |
| ------------ | --------------------------------------- | ------ | --------------------------- | ------------------------------------------ | ------------------------------- | ------------------------- |
| 1            | Panique                                 | M6     | 17 mai 2022                 | 1.93                                       | 9.2 %                           | 18.1 %                    |
| 2            | Dans le noir                            | M6     | 17 mai 2022                 | 1.86                                       | 9.1 %                           | 18.1 %                    |
| 3            | L'enlèvement                            | M6     | 24 mai 2022                 | 1.66                                       | 7.7 %                           | 16 %                      |
| 4            | Ceux qui reviennent et ceux qui partent | M6     | 24 mai 2022                 | 1.56                                       | 7.7 %                           | 16 %                      |
| 5            | Cocktail explosif                       | M6     | 31 mai 2022                 | 1.73                                       | 8.6 %                           | 18.3 %                    |
| 6            | À cœur vaillant                         | M6     | 31 mai 2022                 | 1.67                                       | 8.4 %                           | 18.3 %                    |
| 7            | Apparitions                             | M6     | 7 juin 2022                 | 1.81                                       | 8.5 %                           | 15.8 %                    |
| 8            | Alerte à l'hôpital                      | M6     | 7 juin 2022                 | 1.74                                       | 8.4 %                           | 15.8 %                    |
| 9            | Franchir le pas                         | M6     | 14 juin 2022                | 1.98                                       | 9.4 %                           | 19.3 %                    |
| 10           | Tous ensemble                           | M6     | 14 juin 2022                | 1.87                                       | 9.4 %                           | 19.3 %                    |
| 11           | Les exclus                              | M6     | 21 juin 2022                | 1.80                                       | 9.0 %                           | 17.4 %                    |
| 12           | Boston                                  | M6     | 21 juin 2022                | 1.66                                       | 9.0 %                           | 17.4 %                    |
| 13           | Terreurs                                | M6     | 28 juin 2022                | 1.87                                       | 9.6 %                           | 21.0 %                    |
| 14           | Coup de chance                          | M6     | 28 juin 2022                | 1.75                                       | 9.8 %                           | 21.0 %                    |
| 15           | Les signes du destins                   | M6     | 5 juillet 2022              | 1.99                                       | 10.8 %                          | 18.0 %                    |
| 16           | Claudette                               | M6     | 5 juillet 2022              | 1.85                                       | 10.7 %                          | 18.0 %                    |
| 17           | Le complexe du héros                    | M6     | 12 juillet 2022             | 1.59                                       | 9.1 %                           | 17.3 %                    |
| 18           | Jamais trop tard                        | M6     | 12 juillet 2022             | 1.43                                       | 9.0 %                           | 17.3 %                    |